# الوكالة الفيدرالية لإدارة ممتلكات الدولة
الوكالة الفيدرالية لإدارة ممتلكات الدولة (بالروسية: Федеральное агентство по управлению государственным имуществом)، هي قسم فرعي من وزارة المالية الروسية، تدير ممتلكات الدولة الفيدرالية الروسية.